# 月城まゆ
月城 まゆ（つきしろ まゆ、1994年〈平成6年〉8月3日 - ）は、日本のタレント、グラビアアイドル。ミスFLASH2017グランプリ、元グラビアアイドルユニット「G☆Girls」メンバー。兵庫県宝塚市出身。

## 来歴
父親の仕事の関係で、2歳から10歳までドイツで過ごしていた。そのためドイツ語に慣れ親しんでおり、濁音の発声にドイツ語会話の影響が見られる。
帰国後、10代の頃から大阪で地下アイドル活動をしていたが、2016年に上京しプラチナムプロダクションに所属。同年6月、カラスカ（江戸川崇主宰劇団）公演『どのくらいエフェクト』で初舞台。
2017年1月9日、写真週刊誌『FLASH』（光文社）発のグラビアアイドルユニットG☆Girlsに加入。1月17日、ミスFLASH2017で11代目グランプリを受賞。プラチナム所属者としては澤田友美（2008年・第3回）、仁藤みさき（2011年・第5回）に続く3人目の栄冠獲得となった。また、史上初の敗者復活からのグランプリ獲得でもある。3月3日、自身が参加したG☆Girlsの6thシングル「ダイヤモンドラブ （c/w FURACHI）」がリリース。3月17日、初のイメージDVD『月城まゆ/ミスFLASH2017』が発売された。7月21日、2nd DVD『誘惑のまゆとぴあ』が発売された。
2019年11月30日をもってプラチナムプロダクションを退所。2020年8月27日にTwitterにてリップに所属発表した。
2022年3月、「BreakingDown」のラウンドガールである初代BreakingGirlに就任。
2023年10月、週刊プレイボーイ創刊57周年企画「NIPPONグラドル57人」にグラビアニュージェネレーションの1人として掲載。
2024年、所属事務所・リップを退所。

## 人物
特技はドイツ語、乗馬、クラシックバレエ。趣味はオタク活動。好きな食べ物はハンバーグ、タコライス、ローストビーフ丼。プラチナム退所後、もうグラビアアイドルとして活動することはないと思ったため右腿などにタトゥーを入れている。復帰後は事務所と相談ののち、ファンデーションなどで隠す対応を取っている。

## 出演

### テレビ番組
- 王庭伝説（テレビ埼玉）
- きみだけTV（2017年4月、TOKYO MX）
- 鎧美女（2019年10月8日、フジテレビONE）
- 浜ちゃんが!（2022年5月11日、読売テレビ）- テレビに出たい爆走娘ダービー!
- アイドル鬼ごっこ2023！～わたし、本気出してもいいですか～（2023年4月21日、GAORA SPORTS）[13][14]

### ウェブテレビ
- モヤモヤさまぁ〜ず2 配信オリジナル しこしこさまぁ〜ず3（2017年10月29日、テレビ東京 YouTube ch）
- 邪道だらけの夜の大運動会 2018（2018年4月30日 - 5月1日、AbemaTV AbemaSPECIAL2）

### オリジナルビデオ
- 武捜戦隊サイレンジャー外伝 サイスパーク・サーガ（2018年1月12日、ZENピクチャーズ） - サイスパーク/マリア・アンハート 役（主演）
- 新・ヒロイン危機一髪!!14 美星女戦士セーラーセイザース（2018年10月12日、ZENピクチャーズ） - 獅堂純/セーラーリオン 役（主演）

### イベント
- パチンコ/パチスロ実践来店（主に関東近郊のパチンコ店）
- 「G☆Girls」ライブパフォーマンス（2017年 - ）

### 舞台
- カラスカ公演 どのくらいエフェクト（2016年6月1日 - 5日、池袋・シアターKASSAI）

## 作品

### CD
- G☆Girls
  - ダイヤモンドラブ（c/w FURACHI）（2017年3月3日発売、tokyo torico）
  - 熱っ波っ波（c/w TOKYOシンデレラ）（2017年8月23日発売、tokyo torico）
  - Raise a Flag（c/w 春の風が吹く街に）（2018年3月14日発売、tokyo torico）

### DVD
- ミスFLASH2017（2017年3月17日発売、イーネット・フロンティア）
- 誘惑のまゆとぴあ（2017年7月21日発売、竹書房）
- Secret Moon（2018年7月20日発売、ラインコミュニケーションズ）
- 恋するPEACH（2019年1月24日発売、ギルド）
- xoxo（2021年2月20日発売、ラインコミュニケーションズ）[15][16]
- Silky（2021年6月25日発売、スパイスビジュアル）
- 誘惑サキュバス（2021年10月26日発売、エアーコントロール）
- 見つめあいながら（2022年2月25日発売、竹書房）
- あざとかわいい小悪魔女子（2023年1月24日発売、エアーコントロール）

### 写真集
- オンデマンド写真集「まゆとの遭遇（初心者編）（仮称）」（2017年8月受注開始、小学館パブリッシング サービス）[17]
- 一妄打尽（2018年4月1日、妄想マンデー、撮影：今野杏南） - 発行番組出演者による写真集[18]